# Леонов, Леонид Максимович
Леони́д Макси́мович Лео́нов (19 [31] мая 1899, Москва — 8 августа 1994, там же) — русский советский писатель и драматург.
В советское время его считали мастером социалистического реализма; в новейшее время обращают внимание на острый интерес к проблематике христианской нравственности, на продолжение традиций Ф. М. Достоевского.
Герой Социалистического Труда (1967). Лауреат Ленинской (1957), Сталинской премии I степени (1943) и Государственной премии СССР (1977). Заслуженный деятель искусств РСФСР (1949). Кавалер шести орденов Ленина (1946, 1959, 1967, 1969, 1974, 1979).
В 1949 и 1950 годах был номинирован на Нобелевскую премию по литературе.

## Жизнь

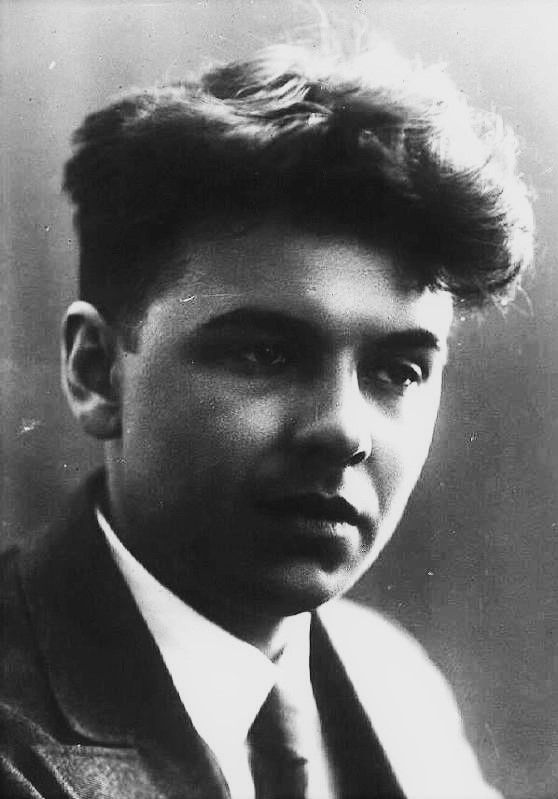
В 1934 году.

Леонид Леонов родился в Москве. Его отец — поэт-«суриковец» Максим Леонович Леонов, выходец из деревни Полухино Тарусского уезда Калужской губернии. Он создал в Москве книжное издательство, в 1905 году имел книжный магазин «Искра» на Тверском бульваре; за торговлю литературой революционного содержания (согласно некоторым архивным данным, имеющимся в семье) его 17 раз привлекали к судебной ответственности, находился в Таганской тюрьме (1908), был сослан в Архангельск, где создал типографию и выпускал газету «Северное утро». И здесь он неоднократно подвергался арестам, уже большевиками. Скончался в 1929 году.
В 1915 году в архангельской газете «Северное утро», где был редактором его отец, появились первые литературные опыты Леонида Леонова: стихи, театральные рецензии, очерки. В 1918 году с серебряной медалью окончил 3-ю Московскую гимназию.
В феврале 1919 года призван на службу в белую Северную армию, юнкер Артиллерийской школы Северной области. Летом 1919 окончил Артиллерийскую школу, прапорщик, служил в белой Северной армии. Летом 1920 года добровольно вступил в ряды РККА, воевал на Южном фронте. Был секретарём редакции газеты Московского военного округа «Красный воин». В армии публиковал свои статьи под псевдонимом Лапоть и Максим Лаптев. Демобилизован в 1921 году.
Вернувшись в Москву, профессионально занялся писательской деятельностью. «Очень талантлив, талантлив на всю жизнь и для больших дел», — рекомендовал молодого автора Максим Горький. «Он хорошо и долго имитировал Достоевского, так хорошо, что это вызывало сомнения в его даровитости», — вспоминал о первых леоновских книгах Виктор Шкловский. В 1922—1923 годах были напечатаны его рассказы «Бурыга» (стилизация народного поверья), «Туатмур», «Уход хама», «Халиль», а также повесть «Петушихинский пролом».
В 1927 принял участие в коллективном романе «Большие пожары», публиковавшемся в журнале «Огонёк».
В 1923 году Леонов женился на Татьяне, дочери издателя Михаила Сабашникова. В июле 1923 года Леонид и Татьяна обвенчались в церкви села Абрамцево. В 1928-м жена подарила писателю первую дочь Елену, а ещё через пару лет — Наталью.
В годы Великой Отечественной войны вместе с другими писателями выехал в эвакуацию в Татарскую АССР. Проживал в г. Чистополь. Во время Великой Отечественной войны писатель передал присуждённую ему Сталинскую премию (100 000 рублей) в Фонд обороны.
Пьеса «Метель» (начата в июле 1939 года и закончена в апреле 1940 года) была сначала одобрена, и затем поставлена в ряде провинциальных театров. В последний раз она была поставлена в Симферополе 8 сентября 1940 года. Но затем пьеса была запрещена к постановке как «злостная клевета на советскую действительность». Постановления Политбюро ЦК ВКП(б) от 16 сентября 1940 года и СНК СССР от 18 сентября 1940 года осудили пьесу «Метель». После разгрома «Метели», Леонова вызвали к А. А. Жданову, где также были секретари ЦК А. А. Андреев и Маленков. Они Леонова сильно ругали, и он опасался, что его вскоре арестуют.
На заседании Президиума ЦК КПСС 18 октября 1962 года пьеса «Метель» была «реабилитирована». Но потом опять были сложности. Новая премьера была назначена на декабрь 1963 года, но это тогда не вышло. Премьера состоялась только в 1967 году.
Внёс вклад в Сталиниану панегириком «Слово о первом депутате» («подобно горному эхо, отзывается в веках имя Сталина»).
Указом Президиума Верховного Совета СССР от 23 февраля 1967 года за плодотворную многолетнюю писательскую деятельность Леониду Максимовичу Леонову присвоено звание Героя Социалистического Труда с вручением ордена Ленина и золотой медали «Серп и Молот».
28 ноября 1972 года был избран действительным членом (академиком) АН СССР.
Депутат ВС СССР II—VIII созывов (1946—1970). В 1989 году был кандидатом в народные депутаты СССР от СП СССР, но по собственному желанию отказался от участия в выборах. Считался одним из столпов социалистического реализма, регулярно получал правительственные награды (в том числе шесть орденов Ленина):

Леонову очень хотелось быть избранным в Академию наук СССР, как Шолохов и Федин. Но его провалили на выборах в 1968 и 1971 годах. Тогда в 1972 году ЦК КПСС выделил дополнительную ставку академика с целевым назначением — для Леонова. Президент Академии наук Мстислав Всеволодович Келдыш, с которым состоялся специальный разговор в ЦК, говорил, что уговорить 250 академиков будет непросто. Но Леонова избрали.— Альберт Беляев
Несмотря на лавину почестей, Леонов после войны публиковался гораздо реже, чем в довоенный период. Писал длинный и сложный роман «Пирамида».
Также занимался своей переделкинской оранжереей с цветущими кактусами, про которую Корней Чуковский рассказывал знакомым: «Хожу, вроде Дюймовочки, в тропических зарослях затерянный — это с моим-то ростом». Леонов был заместителем председателя Всероссийского общества озеленения. Также состоял членом редакционных коллегий журналов «Роман-газета» и «Наука и жизнь». В 1990 году подписал «Письмо 74-х». Регулярно общался с Вангой.

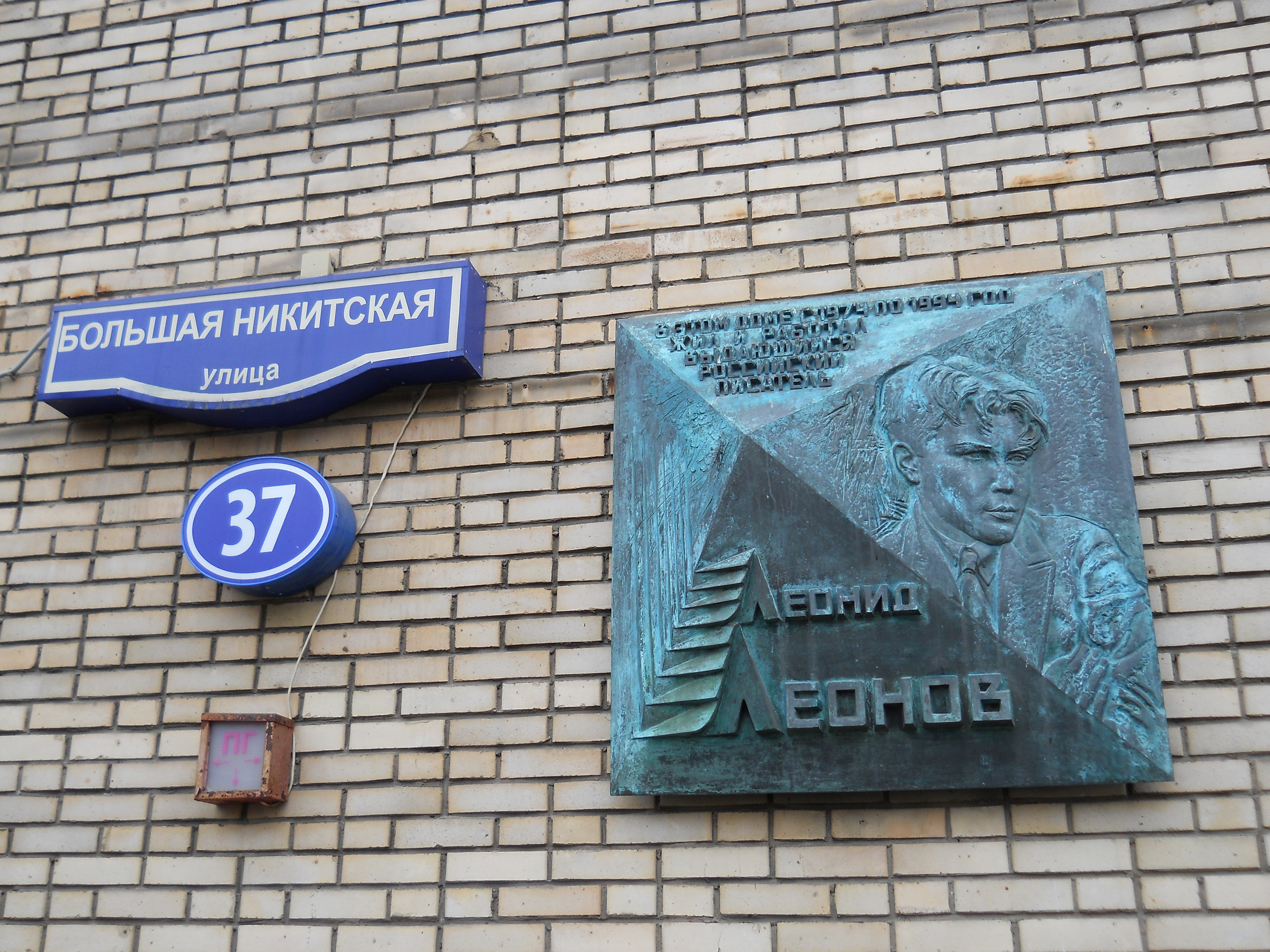
Большая Никитская улица, 37.

Последние 20 лет, с 1974 по 1994 год, Леонид Леонов жил на Большой Никитской улице, в доме № 37. Умер во сне 8 августа 1994 года вскоре после публикации главного труда своей жизни, огромного по объёму «романа-наваждения» «Пирамида», над которым писатель работал на протяжении более чем полувека, начиная с осени 1940 года. После отпевания в московской церкви Большое Вознесение похоронен на Новодевичьем кладбище (участок № 10).
В 2009 году в серии «Жизнь замечательных людей» появилась биография Леонида Леонова, написанная Захаром Прилепиным по совету Дмитрия Быкова, который относит Леонова к центральным фигурам русской литературы XX века.

## Творчество
В 1922 году опубликовал сказку «Бурыга», затем первую книгу рассказов (1923) и повести «Петушихинский пролом» (1923) и «Конец
мелкого человека» (1924).
В 1924 году вышел первый роман Леонова «Барсуки», благодаря которому Леонид Леонов был высоко оценен как молодой прозаик.
На протяжении жизни Леонов написал несколько романов, разделённых иногда значительными промежутками времени: «Барсуки» (1923—1924; эпилог к роману — 1993), «Вор» (1925—1927; новая редакция — 1959; окончательная редакция — 1994), «Соть» (1928—1929), «Скутаревский» (1931—1932), «Дорога на Океан» (1933—1935), роман «Русский лес» (1950—1953), в котором одним из первых в советской России затронул экологическую проблематику. В 1927 году принял участие в коллективном романе «Большие пожары», публиковавшемся в журнале «Огонёк».
Его повесть «Evgenia Ivanovna» о русской эмиграции (1938) не была допущена к печати (в новой редакции увидела свет через 25 лет).
«Пирамида» (1940—1994) — 1500-страничный философско-мистический роман Леонида Леонова, над которым писатель работал на протяжении более чем сорока лет. Будучи закончен вчерне, увидел свет в год смерти автора (1994).
С начала 1930-х годов Леонов выступал также как драматург: пьесы «Унтиловск» (1924—1925), «Волк» («Бегство Сандукова») (1938), «Нашествие» (1942), «Золотая карета» (1964), киноповесть «Бегство мистера Мак-Кинли» (1961, экранизирована 1975). Автор мемуаров «Литература и жизнь». В запрещённой пьесе «Метель» (1939) затронута тема чекистских репрессий. Она была написана, когда репрессии на время затихли в связи с арестом Н. И. Ежова.
После войны писатель приступил к созданию романа «Русский лес» (1953), посвящённого борьбе советских людей с фашизмом и сложным нравственным проблемам современности. В 1952 году создал новое, коренным образом переработанное издание романа «Вор». Доработал написанную в 1938 году повесть о русской эмиграции «Evgenia lvanovna» (1963).
Леонид Максимович выступал и как автор очерков. Очерк Леонова, под названием «Твой брат Володя Куриленко» (др. назв.: Герой партизан Володя Куриленко), который впервые опубликован в журнале «Красноармеец» в 1942 году, был включён в сборник, под названием «Молодые герои Великой Отечественной войны», составителем которого являлся Василь Быков. В сборник также были включены произведения и других советских писателей: Фёдора Самохина «Кровью сердца», Бориса Лавренёва «Неукротимое сердце», Геннадия Фиша «Карельские девушки» и др.

### Основные работы
Романы
- «Барсуки» (1924)
- «Вор» (1927)
- «Соть» (1930)
- «Скутаревский» (1932)
- «Дорога на Океан[укр.]» (1935)
- «Русский лес» (1953; нов. ред. 1959)
- «Пирамида» (опубл. 1994)

Повести
- «Петушихинский пролом» (1923)
- «Конец мелкого человека» (1924)
- «Записи некоторых эпизодов, сделанные в городе Гуголеве Андреем Петровичем Ковякиным» (1924)
- «Белая ночь» (1928)
- «Провинциальная история» (1927)
- «Саранча» (1930)
- «Evgenia Ivanovna» (1938—1963)
- «Взятие Великошумска» (1944)

Пьесы
- «Унтиловск» (пост. 1928)
- «Усмирение Бададошкина» (1929)
- «Половчанские сады» (1938)
- «Волк» (1938)
- «Метель» (1939)
- «Обыкновенный человек» (1942)
- «Нашествие» (1942; 2-я редакция 1964)
- «Ленушка» (1943)
- «Золотая карета» (1946; 2-я ред. 1955; новая редакция 1964)
- «Бегство мистера Мак-Кинли»: киноповесть (1961)

Публицистика
- «Литература и время» (1976)
- «Раздумья у старого камня» (1987)

### Экранизации
- 1944 — Нашествие — по одноимённой пьесе
- 1956 — Обыкновенный человек — по одноимённой пьесе
- 1964 — Русский лес — по одноимённому роману
- 1975 — Бегство мистера Мак-Кинли — по одноимённой киноповести

## Награды и премии

### Премии и звания
- Сталинская премия первой степени (1943) — за пьесу «Нашествие»[23]
- Ленинская премия (1957) — за роман «Русский лес» (1953)
- Государственная премия СССР (1977) — за киносценарий «Бегство мистера Мак-Кинли» (1975)
- премия имени Л. Н. Толстого (1993)
- Димитровская премия (Народная Республика Болгария, 14.06.1984)[24]
- заслуженный деятель искусств РСФСР (1949)

### Государственные награды
- Герой Социалистического Труда (23.02.1967)
- шесть орденов Ленина (18.02.1946; 30.05.1959; 23.02.1967, 30.05.1969; 30.05.1974; 30.05.1979)
- Орден Октябрьской Революции (02.07.1971)
- орден Отечественной войны 1-й степени (23.09.1945)
- два ордена Трудового Красного Знамени (31.01.1939; 30.05.1984)
- Орден Дружбы народов (25.05.1994) — за большой личный вклад в развитие литературы и искусства и укрепление межнациональных культурных связей[25].

## В массовой культуре
- В 1972 году Леонид Леонов участвовал в записи документального фильма «Один час с Леонидом Леоновым» (режиссёр Ю. Белянкин)
- В 1984 году был снят документальный фильм «Леонид Леонов» (режиссёр Н. Афанасьева) посвящённый творчеству писателя и его работе над произведениями «Нашествие» и «Русский лес».
- Поэт Дмитрий Горган использовал образ писателя в поэме «К мадам Б.»
- В 2008 году в Москве с одобрения комиссии по монументальному искусству Леониду Леонову собирались поставить памятник, однако проект так и не был реализован.